# Klüden
Klüden ist ein Ortsteil der Gemeinde Calvörde im Landkreis Börde in Sachsen-Anhalt.

## Geografie
Klüden liegt ca. 7 km nordöstlich von Calvörde in der Colbitz-Letzlinger Heide.
Nachbar-Ortsteile sind im Osten Zobbenitz und im Süden Dorst. Die Klüdener Pax gehörte bis zum 31. Dezember 2009 als Exklave zur ehemaligen Gemeinde Klüden.

## Geschichte

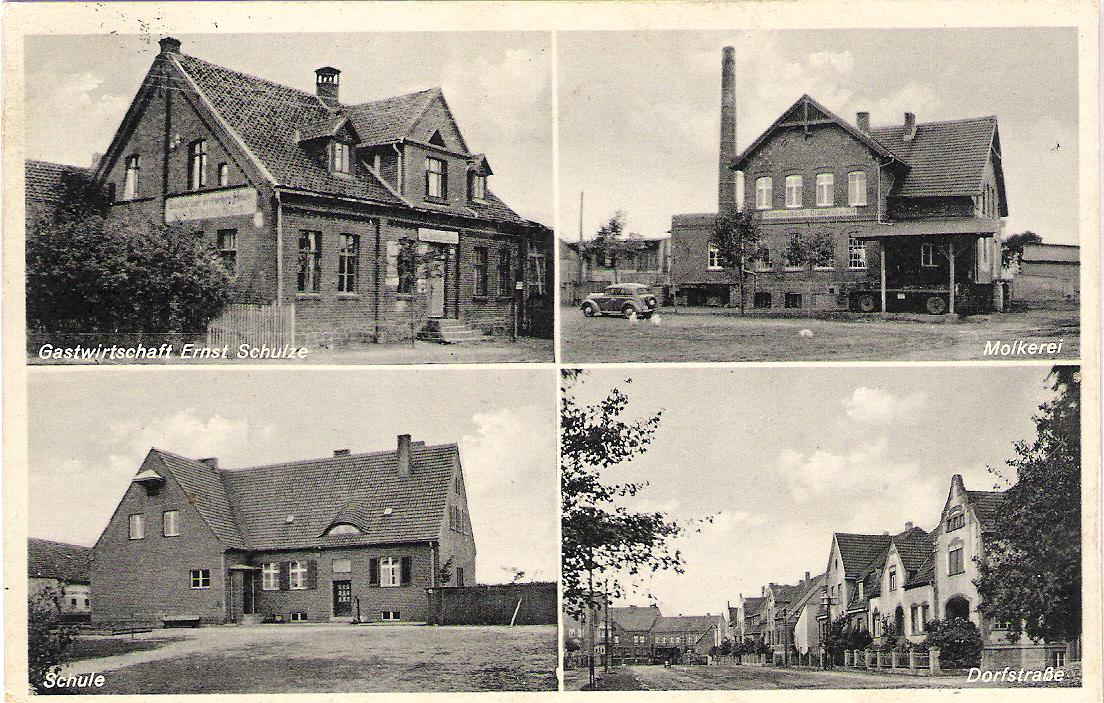
Postkarte aus den 1930er Jahren

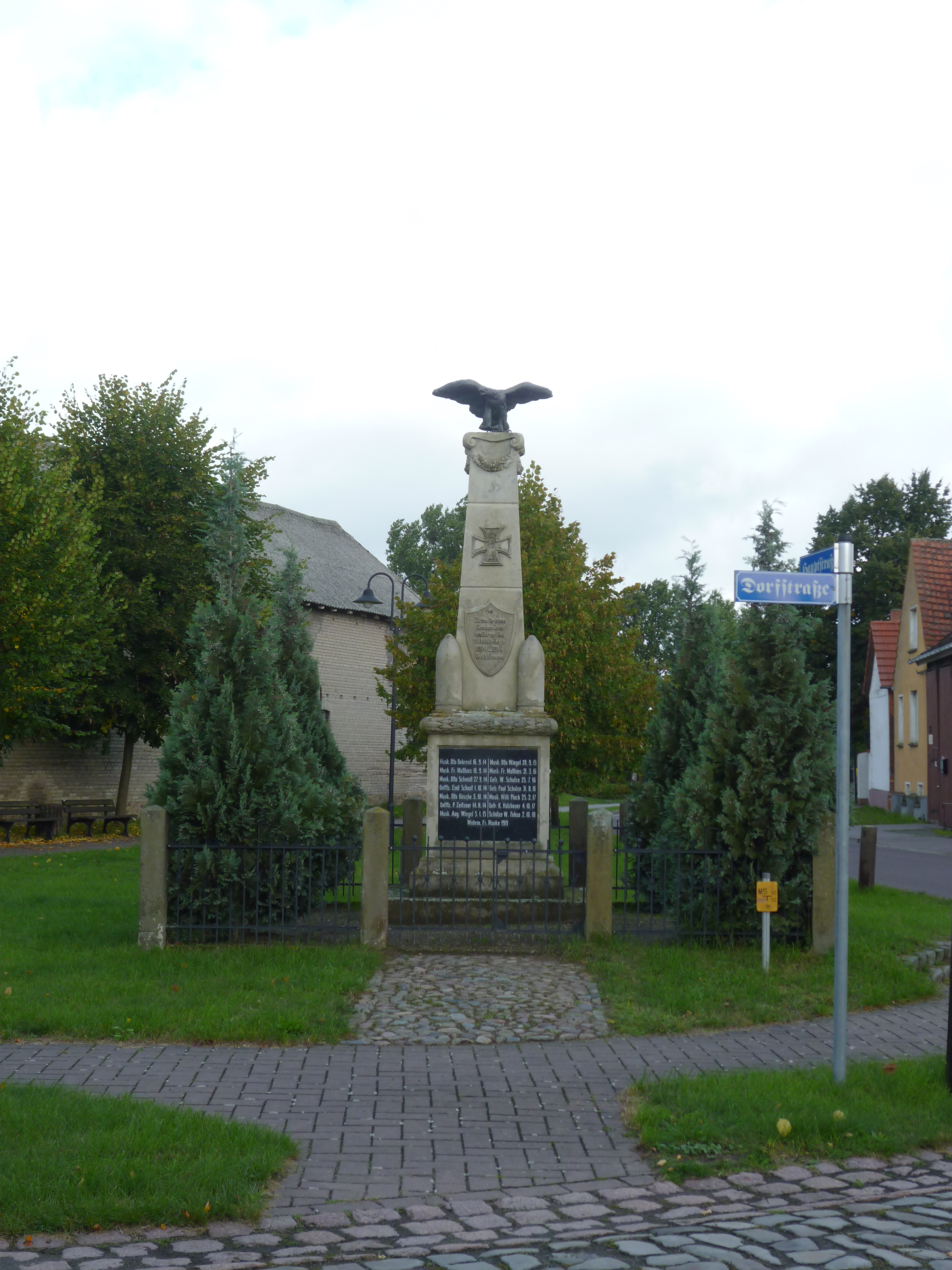
Kriegerdenkmal in Klüden

Klüden wurde 1472 erstmals urkundlich erwähnt.
Inmitten eines großen Sumpfgebietes wurde es in Hufeisenform, die bis heute erhalten ist, angelegt.
Bis zum Jahre 1956 wurde Klüden noch mit C geschrieben. Die erste Schule entstand 1790, die zweite Schule wurde 1865 und die letzte 1930 erbaut. 1894 wurde der Bau der Landstraße Neuhaldensleben – Klüden – Gardelegen abgeschlossen. 1898 gab es eine Dampfmolkerei und eine Spiritusbrennerei. Von 1911 bis 1951 existierte in Klüden auch ein Bahnanschluss an die Kleinbahnstrecke, welche nach Neuhaldensleben über Bülstringen, Satuelle, Uthmöden, Pax (bei Dorst), Zobbenitz, Klüden, Roxförde, ... Gardelegen verlief.
1950 wurde der Ort nach einer Kreisbegradigung dem Kreis Haldensleben (solange Landkreis Gardelegen) zugeordnet.
In den siebziger Jahren wurde eine Badeanstalt durch die Bürger des Ortes gebaut.
Am 1. Januar 2010 schlossen sich die Gemeinden Klüden, Berenbrock (mit ehemaligen Ortsteilen Elsebeck und Lössewitz), Dorst, Grauingen, Mannhausen, Velsdorf, Wegenstedt und Zobbenitz mit dem Flecken Calvörde zur neuen Gemeinde Calvörde zusammen.

### Historische Flurnamen
Innerhalb der Gemarkung von Klüden gibt es zahlreich überlieferte Flurnamen, wie zum Beispiel: Nachtweide, Ziehl, Lauke, Bolldamm, Kahlie, Schweineweide, Kalie, Körtlinge, Dalgen, Kerlkuhle, Vor Nünz, Kohlfeld, Kabel Stücke, Baumstücke, Hegetanne, Papenberg, Küsterberg, Lerchenfeld, Feindkuhle, Zeethen, Klöterberg, Brahmstücke, Hannekenberg, Dulige, Sandberg, Koreitzche, Bucht, Masche, Marschgarten, Pax.

## Bürgermeister
Der letzte ehrenamtliche Bürgermeister war Erwin Schoof. Nach der Gebietsreform besitzt der Ort keinen Ortschaftsbürgermeister bzw. -rat. Die Gemeinde Calvörde hat sich eingesetzt, dass es in jedem Ort einen Ortsbeauftragten gibt, er ist für die Einwohner direkter Ansprechpartner vor Ort. Ortsbeauftragter für Klüden ist Wilfried Leberecht.

## Wappen
Das Wappen wurde am 17. Juli 1996 durch das Regierungspräsidium Magdeburg genehmigt.
Blasonierung: „In Grün eine goldene Glocke an einem mit drei goldenen Birnen behangenen und belaubten goldenen Ast.“
Von Klüden gibt es die Sage, dass in früheren Zeiten die Gemeinde einst zwar eine Glocke aber kein Kirchengebäude besaß. Um dennoch die Gläubigen zum Gebet zu rufen oder Brände und sonstige Außergewöhnlichkeiten anzukündigen, hängte man die Glocke einfach in einen großen Birnbaum, der im Ort stand.
Der Kommunalheraldiker Jörg Mantzsch gestaltete im Jahr 1995 nach dieser Überlieferung im Auftrag der Gemeinde das Wappen und führte es ins Genehmigungsverfahren. Im Sinne pars pro toto wurde nicht ein vollständiger Baum in das Wappen aufgenommen, sondern dieser durch einen Ast symbolisiert, an dem Blätter und Birnen hängen. Da die Gemeinde inmitten von Wäldern liegt (die Colbitz-Letzlinger-Heide grenzt an die Gemarkung), wurde als Schildfarbe Grün gewählt.
Die Farben der ehemaligen Gemeinde sind: Gelb - Grün

## Flagge
Die Flagge ist Gelb - Grün gestreift mit dem aufgelegten Wappen.

## Wirtschaft und Infrastruktur

### Verkehr
Der Ortsteil liegt an der K 1106.
Zur Bundesstraße 71, die Magdeburg mit Bremen verbindet, sind es in östlicher Richtung ca. 10 km.

## Kultur und Sehenswürdigkeiten

### Sehenswürdigkeiten
- Dazu zählt das Kriegerdenkmal in Klüden
- Zahlreiche denkmalgeschützte Fachwerkbauten schmücken den Dorfkern

## Persönlichkeiten die vor Ort gewirkt haben
- Kurt Fehringer (1920–1983), war ein Lehrer und Hochschullehrer